# Кућа Андре Ђорђевића
Кућа Андре Ђорђевића се налази у Београду, на територији градске општине Стари град. Представља непокретно културно добро као споменик културе.
Пројектант ове невелике породичне стамбене приземнице је архитекта Андра Стевановић, професор Техничког факултета Велике школе у Београду. Кућа Андре Ђорђевића саграђена је 1888. године, са карактеристичном „Г“ основом и уличном капијом преко које се улазило у двориште, па тек онда у кућу, обликована је на начин карактеристичан за академску архитектуру 20. века.
Озидана на дунавској падини у време када имућне и угледне београдске породице почињу да насељавају овај некада искључиво турски део града. Ово је први изведени објекат аутора чији ће потпис носити пројекти за неке од најзначајнијих грађевина у Београду у наредним деценијама.